# Tschechien beim Eurovision Song Contest
Teilnehmende Rundfunkanstalt

Erste Teilnahme
2007
Anzahl der Teilnahmen
13 (Stand 2025)
Höchste Platzierung
6 (2018)
Höchste Punktzahl
281 (2018)
Niedrigste Punktzahl
0 (2009 SF)
Punkteschnitt (seit erstem Beitrag)
69,78 (Stand 2021)
Punkteschnitt pro abstimmendem Land im 12-Punkte-System
0,88 (Stand 2021)
Dieser Artikel befasst sich mit der Geschichte Tschechiens als Teilnehmer am Eurovision Song Contest.

## Regelmäßigkeit der Teilnahme und Erfolge im Wettbewerb

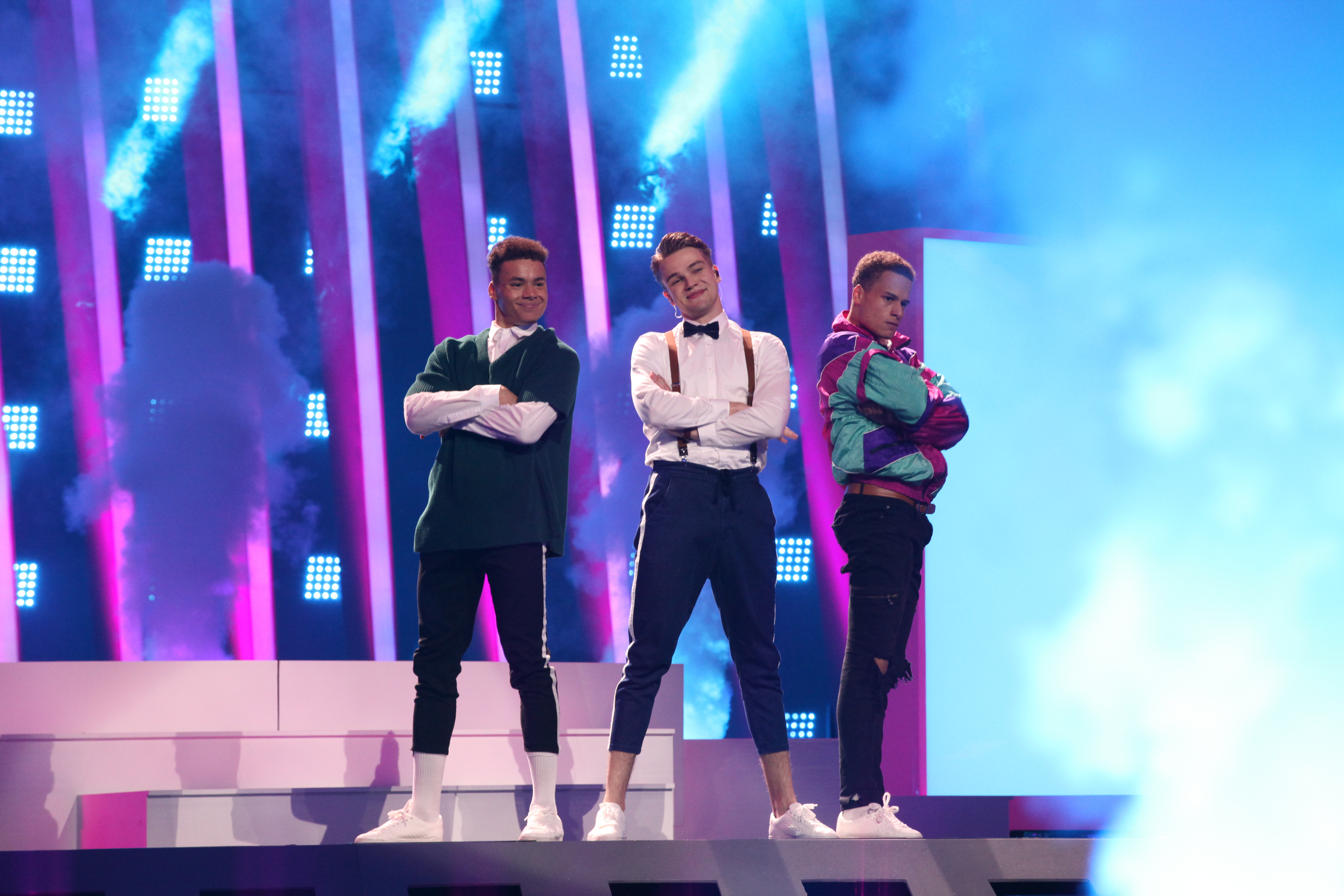
Mikolas Josef (Mitte) holte Tschechiens beste Platzierung bisher

Erstmals hatte die tschechische Fernsehstation ČT 2004 ihr Interesse an einer Teilnahme am 50. Eurovision Song Contest im Mai 2005 bekundet. Am 3. Dezember 2004 zog der Sender jedoch seine Anmeldung offiziell zurück. Als Grund wurde angegeben, dass man für das kommende Jahr bereits zwei Großveranstaltungen plane und ein drittes Event, wie die nationale Vorausscheidung, nicht verkraften könne. Im Jahr darauf verzichtete ČT von vornherein auf eine Anmeldung bei der EBU, weil der tschechische Beitrag sich erst über das Halbfinale für den Wettbewerb hätte qualifizieren müssen. Am 19. April 2006, einen Monat vor dem Eurovision Song Contest 2006, gab ČT dann bekannt, dass das Land fest plane 2007 zu debütieren.
2007 machte Tschechien dann tatsächlich sein Debüt im Wettbewerb. Kabát waren die ersten tschechischen Vertreter bei diesem Wettbewerb, erreichten aber nur Platz 28 im Halbfinale und damit den letzten Platz. Der einzige Punkt dazu kam aus Estland. Auch 2008 konnte sich Tschechien nicht für das Finale qualifizieren. Tereza Kerndlová konnte mit Platz 18 nur den vorletzten Platz erreichen. Auch 2009 konnte sich Tschechien nicht für das Finale qualifizieren. Die Band Gipsy.cz erreichte, wie Kabát 2007, den letzten Platz im Halbfinale. Mit 0 Punkten holten sie Tschechiens bis heute schlechtestes Ergebnis im Wettbewerb. Nach diesen Misserfolgen zog sich Tschechien 2010 vom Wettbewerb zurück und nahm bis 2014 nicht mehr teil. Erst 2015 kehrte Tschechien zum Wettbewerb zurück.
Zur 60. Auflage des Eurovision Song Contest kündigte Tschechien dann also überraschend seine Rückkehr zum ESC an, obwohl es bereits vorher abgesagt hatte. Aber auch 2015 konnte sich Tschechien nicht für das Finale qualifizieren. Marta Jandová und Václav Noid Bárta holten jedoch Tschechiens bis dahin bestes Ergebnis im Wettbewerb. Schließlich erreichten sie Platz 13 von 17 im Halbfinale und mit 33 Punkten Tschechiens höchste Punktzahl bis dahin. 2016 erreichte Tschechien dann zum ersten Mal das Finale des Eurovision Song Contests. Gabriela Gunčíková erreichte im Finale dann allerdings lediglich Platz 25 und damit den vorletzten Platz. Mit 41 Punkten holte sie zwar Tschechiens bis dahin beste Punktzahl, jedoch kamen diese Punkte alle von den Jurys – Die Zuschauer gaben ihr keinen einzigen Punkt. Der vorletzte Platz im Finale war die beste Platzierung des Landes bis dahin. Nach diesem kleinen Erfolg nahm das Land auch 2017 teil, konnte sich aber wieder nicht für das Finale qualifizieren. 2018 allerdings gelang der zweite Finaleinzug. Im Finale folgte mit Platz 6 dann Tschechiens erste Platzierung unter den besten Zehn. Damit holte Mikolas Josef die beste Platzierung des Landes bisher und mit 281 Punkten außerdem Tschechiens höchste Punktzahl im Wettbewerb. 2019 erreichte die Band Lake Malawi im Finale mit 157 Punkten Platz 11, wobei nur 7 Punkte aus dem Televoting kamen. Es war das erste Mal, dass Tschechien sich zwei Mal in Folge für das Finale qualifizieren konnte. 2021 hingegen verpasste es der Sänger Benny Cristo sich für das Finale zu qualifizieren, womit Tschechien erstmals seit vier Jahren nicht am Finale teilnahm. 2022 erreichte man mit We Are Domi wieder das Finale. Im Finale reichte es allerdings nur für einen 22. Platz. 2023 konnte man sich erneut für das Finale qualifizieren, wo man mit Platz 10 nach 2018 zum zweiten Mal in der Top Zehn landete und somit das zweitbeste Ergebnis des Landes erzielte. 2024 und 2025 schied man hingegen im Halbfinale aus.
Demnach landeten nur 3 der 13 Beiträge im Finale in der linken Tabellenhälfte. Außerdem verpasste das Land insgesamt siebenmal das Finale. Mit zwei letzten Plätzen und nur drei guten Platzierungen gehört Tschechien zu den weniger erfolgreichen Ländern im Wettbewerb. Allerdings hat das Land bisher auch nur 13 Teilnahmen vorzuweisen, womit es noch nicht sehr häufig am ESC teilgenommen hat. Die Bilanz seit der Rückkehr des Landes im Jahr 2015 hat sich allerdings deutlich verbessert.

## Liste der Beiträge
Farblegende:
– 1. Platz. 
– 2. Platz. 
– 3. Platz. 
– Punktgleichheit mit dem letzten Platz.
– ausgeschieden im Halbfinale/in der Qualifikation/im osteuropäischen Vorentscheid.
– keine Teilnahme/nicht qualifiziert.
– Absage des Eurovision Song Contests.
| Jahr          | Interpret                         | Titel Musik (M) und Text (T) | Sprache                                       | Übersetzung                | Finale                                           | Finale                                           | Halbfinale/ Qualifikation                        | Halbfinale/ Qualifikation                        | Nationaler Vorentscheid  |
| Jahr          | Interpret                         | Titel Musik (M) und Text (T) | Sprache                                       | Übersetzung                | Platz                                            | Punkte                                           | Platz                                            | Punkte                                           | Nationaler Vorentscheid  |
| ------------- | --------------------------------- | --- | --------------------------------------------- | -------------------------- | ------------------------------------------------ | ------------------------------------------------ | ------------------------------------------------ | ------------------------------------------------ | ------------------------ |
| 2007          | Kabát                             | Malá dáma M/T: Kabát | Tschechisch                                   | Kleine Dame                | Ausgeschieden                                    | Ausgeschieden                                    | 28 / 28                                          | 1                                                | Eurosong 2007            |
| 2008          | Tereza Kerndlová                  | Have Some Fun M: Gordon Pogoda & Stano Simor; T: Gordon Pogoda                                                                                          | Englisch                                      | Hab etwas Spaß!            | Ausgeschieden                                    | Ausgeschieden                                    | 18 / 19                                          | 9                                                | Eurosong 2008            |
| 2009          | Gipsy.cz                          | Aven romale M/T: Radoslav Banga | Englisch, Romani                              | Auf geht’s, Zigeuner       | Ausgeschieden                                    | Ausgeschieden                                    | 18 / 18                                          | 0                                                | interne Auswahl          |
| 2010 bis 2014 | Auf Teilnahme verzichtet          | Auf Teilnahme verzichtet | Auf Teilnahme verzichtet                      | Auf Teilnahme verzichtet   | Auf Teilnahme verzichtet                         | Auf Teilnahme verzichtet                         | Auf Teilnahme verzichtet                         | Auf Teilnahme verzichtet                         | Auf Teilnahme verzichtet |
| 2015          | Marta Jandová & Václav Noid Bárta | Hope Never Dies M/T: Václav Noid Bárta | Englisch                                      | Die Hoffnung stirbt nie    | Ausgeschieden                                    | Ausgeschieden                                    | 13 / 17                                          | 33                                               | interne Auswahl          |
| 2016          | Gabriela Gunčíková                | I Stand M: Christian Schneider, Sara Biglert; T: Aidan O’Connor, Sara Biglert                                                                           | Englisch                                      | Ich stehe                  | 25 / 26                                          | 41                                               | 9 / 18                                           | 161                                              | interne Auswahl          |
| 2017          | Martina Barta                     | My Turn M/T: Greig Watts, Paul Drew, Pete Barringer, Kyler Niko                                                                                         | Englisch                                      | Ich bin dran               | Ausgeschieden                                    | Ausgeschieden                                    | 13 / 18                                          | 83                                               | interne Auswahl          |
| 2018          | Mikolas Josef                     | Lie to Me M/T: Mikolas Josef | Englisch                                      | Lüge mich an               | 6 / 26                                           | 281                                              | 3 / 18                                           | 232                                              | Eurovision Song CZ 2018  |
| 2019          | Lake Malawi                       | Friend of a Friend M/T: Jan Steinsdoerfer, Maciej Mikolaj Trybulec, Albert Černy                                                                        | Englisch                                      | Freundin eines Freundes    | 11 / 26                                          | 157                                              | 2 / 17                                           | 242                                              | Eurovision Song CZ 2019  |
| 2020          | Benny Cristo                      | Kemama M: Osama Hussain, Rudy Ray, Filip Zangi; T: Ben Cristovao, Charles Sarpong                                                                       | Englisch                                      | Okay, Mama                 | Absage wegen der COVID-19-Pandemie durch die EBU | Absage wegen der COVID-19-Pandemie durch die EBU | Absage wegen der COVID-19-Pandemie durch die EBU | Absage wegen der COVID-19-Pandemie durch die EBU | Eurovision Song CZ 2020  |
| 2021          | Benny Cristo                      | omaga M/T: Filip Vlček, Ben Cristovao | Englisch, Tschechisch                         | Oh mein Gott               | Ausgeschieden                                    | Ausgeschieden                                    | 15 / 17                                          | 23                                               | interne Auswahl          |
| 2022          | We Are Domi                       | Lights Off M/T: Einar Eriksen Kvaløy, Abi F. Jones, Dominica Hasek, Casper Hatlestad, Benjamin Rekstad                                                  | Englisch                                      | Licht aus                  | 22 / 25                                          | 38                                               | 4 / 18                                           | 227                                              | Eurovision Song CZ 2022  |
| 2023          | Vesna                             | My Sister’s Crown M: Adam Albrecht, Michal Jiráň, Patricie Kaňok, Šimon Martínek, Tanita Yankova; T: Patricie Kaňok, Tanita Yankova, Kateryna Vatchenko | Ukrainisch, Englisch, Tschechisch, Bulgarisch | Die Krone meiner Schwester | 10 / 26                                          | 129                                              | 4 / 15                                           | 110                                              | Eurovision Song CZ 2023  |
| 2024          | Aiko                              | Pedestal M/T: Alena Shirmanová, Steven Ansell | Englisch                                      | Podest                     | Ausgeschieden                                    | Ausgeschieden                                    | 11 / 16                                          | 38                                               | Eurovision Song CZ 2024  |
| 2025          | Adonxs                            | Kiss Kiss Goodbye M/T: Adam Pavlovčin, George Masters-Clark, Lorenzo Calvo, Ronald Janeček                                                              | Englisch                                      | Kuss, Kuss auf Wiedersehen | Ausgeschieden                                    | Ausgeschieden                                    | 12 / 16                                          | 29                                               | interne Auswahl          |

## Kommentatoren und Punktesprecher
| Jahr | Kommentator                                                | Punktesprecher     |
| ---- | ---------------------------------------------------------- | ------------------ |
| 2006 | Katerina Kristelová                                        | Nicht teilgenommen |
| 2007 | Katerina Kristelová (alle Shows) Josef Vojtek (Finale)     | Andrea Savane      |
| 2008 | Katerina Kristelová                                        | Petra Šubtrová     |
| 2009 | Jan Rejzek                                                 | Petra Šubtrová     |
| 2015 | Aleš Háma                                                  | Daniela Brzobohatá |
| 2016 | Libor Bouček                                               | Daniela Brzobohatá |
| 2017 | Libor Bouček                                               | Radka Rosická      |
| 2018 | Libor Bouček                                               | Radka Rosická      |
| 2019 | Libor Bouček                                               | Radka Rosická      |
| 2021 | Jan Maxián & Albert Černy                                  | Taťána Kuchařová   |
| 2022 | Jan Maxián                                                 | Taťána Kuchařová   |
| 2023 | Jan Maxián                                                 | Radka Rosická      |
| 2024 | Vašek Matejovsky, Patricie Kanok Fuxová & Dominika Hašková | Radka Rosická      |
| 2025 | Ondrej Cikán (alle Shows) Aiko (Finale)                    | Radka Rosická      |

## Nationale Vorentscheide
Tschechien wählte seine ersten beiden Beiträge 2007 und 2008 per Vorentscheid aus. Der Titel dieser Vorentscheidung lautete jeweils Eurosong. 2009 wurden Gipsy.cz dann intern ausgewählt und in einer kleinen Vorentscheidung mit zwei Titeln wurde Aven Romale als tschechischer Beitrag für den ESC 2009 in Moskau ausgewählt. Von 2015 bis 2017 wählte Tschechien seine Beiträge dann jeweils intern aus. 2018 fand dann zum ersten Mal seit 2008 wieder eine Vorentscheidung statt unter den Namen Eurovision Song CZ 2018. Besonders daran war, dass die Vorentscheidung komplett online ablief und nicht im Fernsehen übertragen wurde. Auch 2019 und 2020 wurde die Vorentscheidung unter diesem Prinzip veranstaltet.

## Sprachen
Der Großteil der tschechischen Beiträge wurde auf Englisch gesungen. Lediglich 2007 beim Debüt stellte Tschechien seinen Beitrag komplett auf Tschechisch vor. Der Beitrag 2009 enthielt einige Textzeilen auf Romani und der Beitrag von 2021 hatte zwei Textzeilen auf Tschechisch.

## Punktevergabe
Folgende Länder erhielten die meisten Punkte von oder vergaben die meisten Punkte an Tschechien (Stand: 2025):
| Die meisten im Finale vergebenen Punkte | Die meisten im Finale vergebenen Punkte | Die meisten im Finale vergebenen Punkte |
| Platz                                   | Land                                    | Punkte                                  |
| --------------------------------------- | --------------------------------------- | --------------------------------------- |
| 1                                       | Ukraine                                 | 142                                     |
| 2                                       | Schweden                                | 100                                     |
| 3                                       | Armenien                                | 67                                      |
| 4                                       | Aserbaidschan                           | 60                                      |
| 5                                       | Russland                                | 58                                      |

| Die meisten im Finale erhaltenen Punkte | Die meisten im Finale erhaltenen Punkte | Die meisten im Finale erhaltenen Punkte |
| Platz                                   | Land                                    | Punkte                                  |
| --------------------------------------- | --------------------------------------- | --------------------------------------- |
| 1                                       | Island                                  | 32                                      |
| 2                                       | Finnland                                | 30                                      |
| 3                                       | Kroatien                                | 29                                      |
| 3                                       | Slowenien                               | 29                                      |
| 4                                       | Österreich                              | 27                                      |
| 5                                       | Ukraine                                 | 24                                      |

| Die meisten insgesamt vergebenen Punkte | Die meisten insgesamt vergebenen Punkte | Die meisten insgesamt vergebenen Punkte |
| Platz                                   | Land                                    | Punkte                                  |
| --------------------------------------- | --------------------------------------- | --------------------------------------- |
| 1                                       | Schweden                                | 154                                     |
| 1                                       | Ukraine                                 | 154                                     |
| 2                                       | Israel                                  | 128                                     |
| 3                                       | Armenien                                | 116                                     |
| 4                                       | Aserbaidschan                           | 113                                     |
| 5                                       | Portugal                                | 94                                      |

| Die meisten insgesamt erhaltenen Punkte | Die meisten insgesamt erhaltenen Punkte | Die meisten insgesamt erhaltenen Punkte |
| Platz                                   | Land                                    | Punkte                                  |
| --------------------------------------- | --------------------------------------- | --------------------------------------- |
| 1                                       | Israel                                  | 88                                      |
| 2                                       | Finnland                                | 85                                      |
| 3                                       | Island                                  | 84                                      |
| 4                                       | Spanien                                 | 79                                      |
| 5                                       | Kroatien                                | 75                                      |

### Vergaben der Höchstwertung
Seit 2007 vergab Tschechien die Höchstpunktzahl an 13 verschiedene Länder, davon achtmal an die Ukraine. Im Halbfinale dagegen vergab Tschechien die Höchstpunktzahl an zwölf verschiedene Länder, davon fünfmal an Israel.
| Höchstwertung (Finale) | Höchstwertung (Finale)     | Höchstwertung (Finale)   |
| Jahr                   | Land                       | Platz (Finale)           |
| ---------------------- | -------------------------- | ------------------------ |
| 2007                   | Ukraine                    | 2                        |
| 2008                   | Armenien                   | 4                        |
| 2009                   | Armenien                   | 10                       |
| 2010 bis 2014          | Auf Teilnahme verzichtet   | Auf Teilnahme verzichtet |
| 2015                   | Aserbaidschan              | 12                       |
| 2016                   | Schweden (J)               | 5                        |
| 2016                   | Ukraine (T)                | 1                        |
| 2017                   | Portugal (J)               | 1                        |
| 2017                   | Bulgarien (T)              | 2                        |
| 2018                   | Israel (J & T)             | 1                        |
| 2019                   | Schweden (J)               | 5                        |
| 2019                   | Russland (T)               | 3                        |
| 2020                   | Wettbewerb abgesagt        | Wettbewerb abgesagt      |
| 2021                   | Portugal (J)               | 12                       |
| 2021                   | Moldau (T)                 | 13                       |
| 2022                   | Vereinigtes Königreich (J) | 2                        |
| 2022                   | Ukraine (T)                | 1                        |
| 2023                   | Ukraine (J & T)            | 6                        |
| 2024                   | Ukraine (J & T)            | 3                        |
| 2025                   | Deutschland (J)            | 15                       |
| 2025                   | Ukraine (T)                | 9                        |

| Höchstwertung (Halbfinale) | Höchstwertung (Halbfinale) | Höchstwertung (Halbfinale) |
| Jahr                       | Land                       | Platz (Halbfinale)         |
| -------------------------- | -------------------------- | -------------------------- |
| 2007                       | Serbien                    | 1                          |
| 2008                       | Ukraine                    | 1                          |
| 2009                       | Armenien                   | 5                          |
| 2010 bis 2014              | Auf Teilnahme verzichtet   | Auf Teilnahme verzichtet   |
| 2015                       | Schweden                   | 1                          |
| 2016                       | Ungarn (J)                 | 4                          |
| 2016                       | Armenien (T)               | 2                          |
| 2017                       | Australien (J)             | 6                          |
| 2017                       | Aserbaidschan (T)          | 8                          |
| 2018                       | Israel (J & T)             | 1                          |
| 2019                       | Slowenien (J)              | 6                          |
| 2019                       | San Marino (T)             | 8                          |
| 2020                       | Wettbewerb abgesagt        | Wettbewerb abgesagt        |
| 2021                       | Portugal (J)               | 4                          |
| 2021                       | Moldau (T)                 | 7                          |
| 2022                       | Schweden (J)               | 1                          |
| 2022                       | Serbien (T)                | 3                          |
| 2023                       | Israel                     | 3                          |
| 2024                       | Israel                     | 1                          |
| 2025                       | Israel                     | 1                          |

## Verschiedenes
- Tschechien hat erstmals 2007 teilgenommen und war damit eines der letzten Länder Europas, das sein Debüt bei dieser Veranstaltung gegeben hat.

## Impressionen

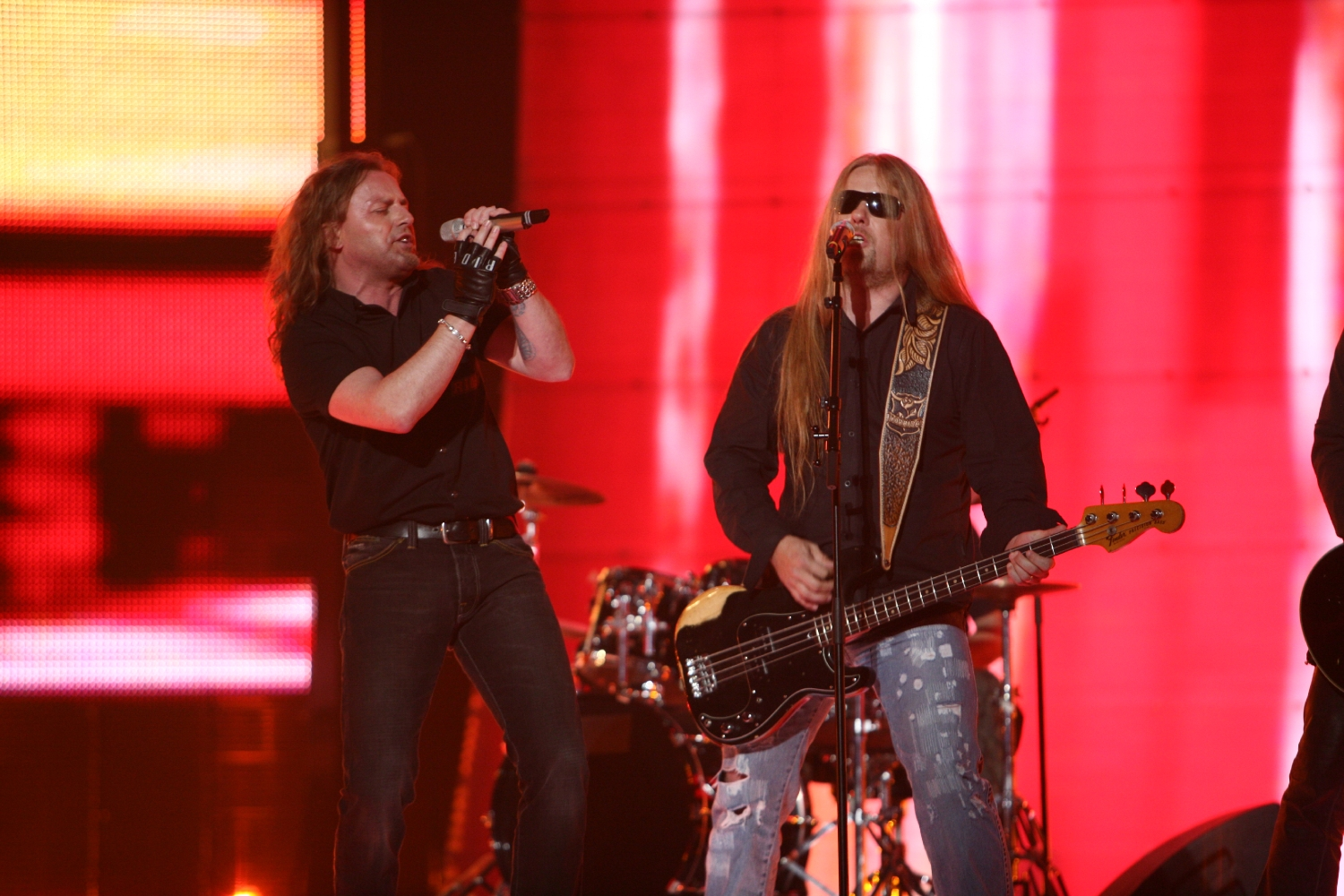
Kabát 2007
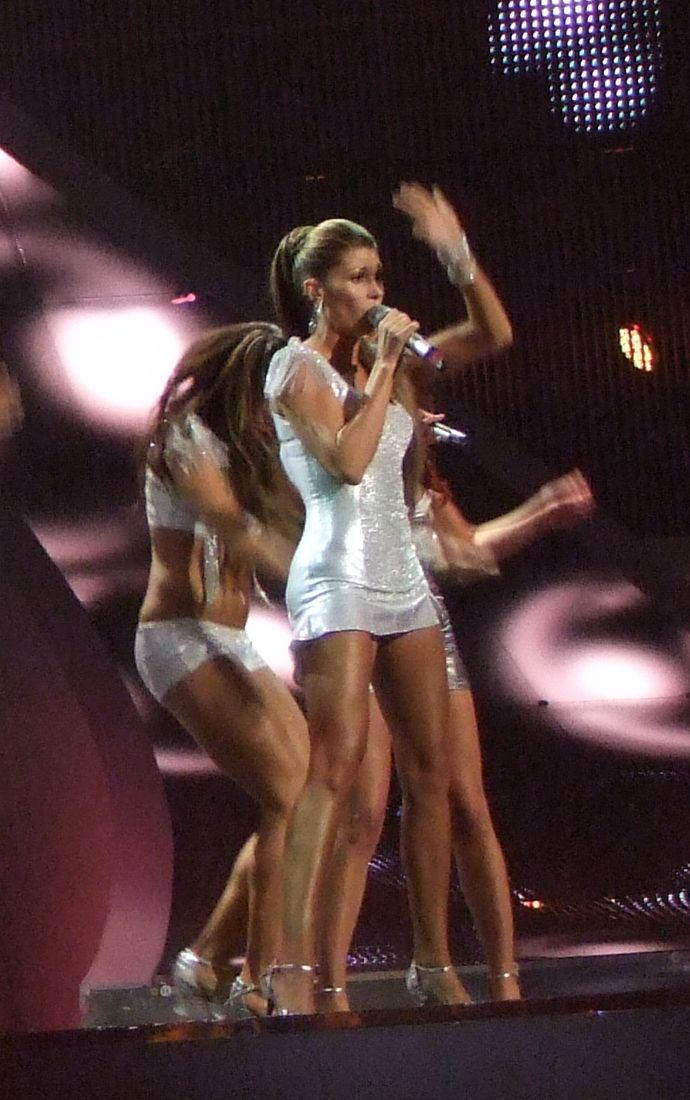
Tereza Kerndlová 2008
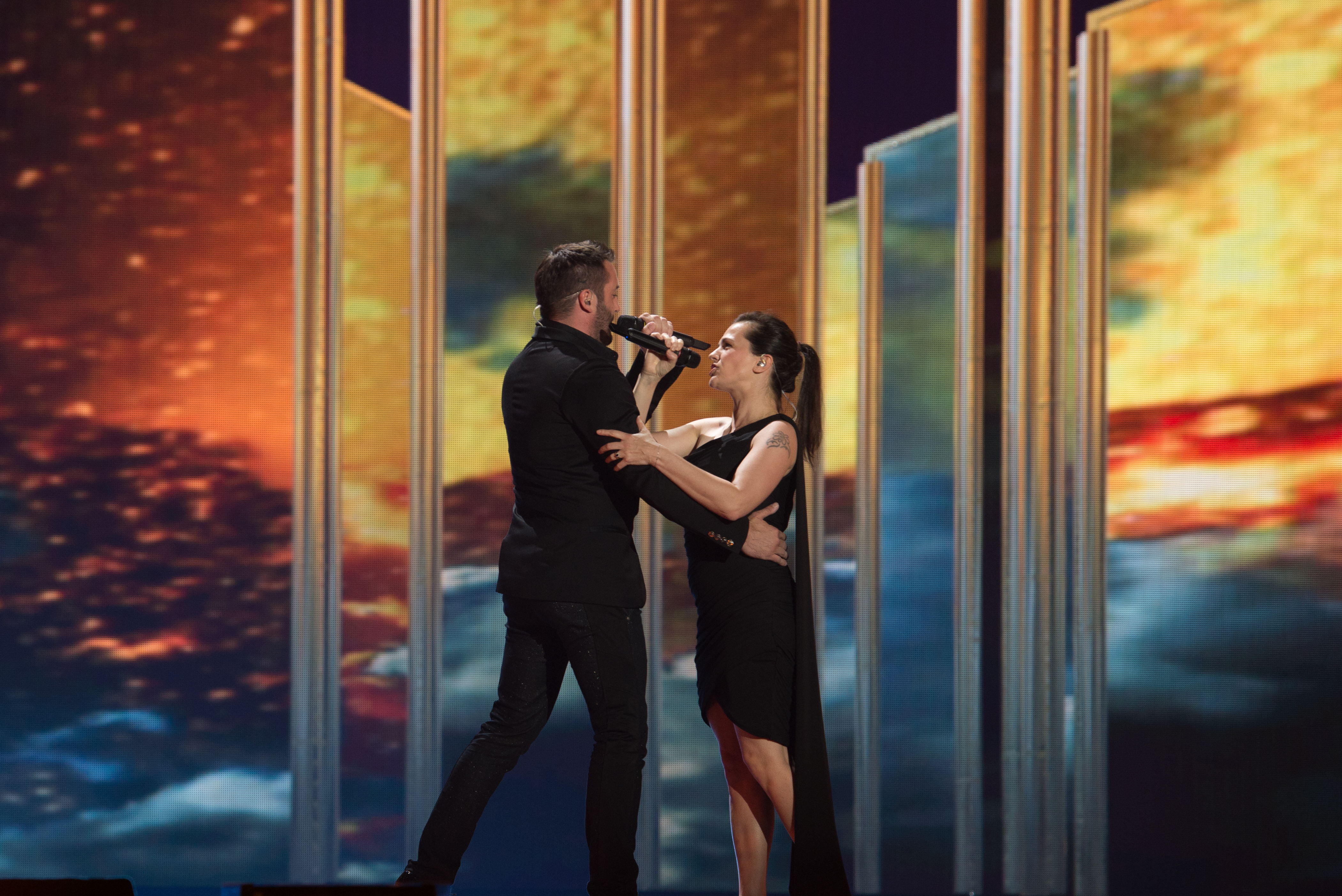
Marta Jandová und Václav Noid Bárta 2015
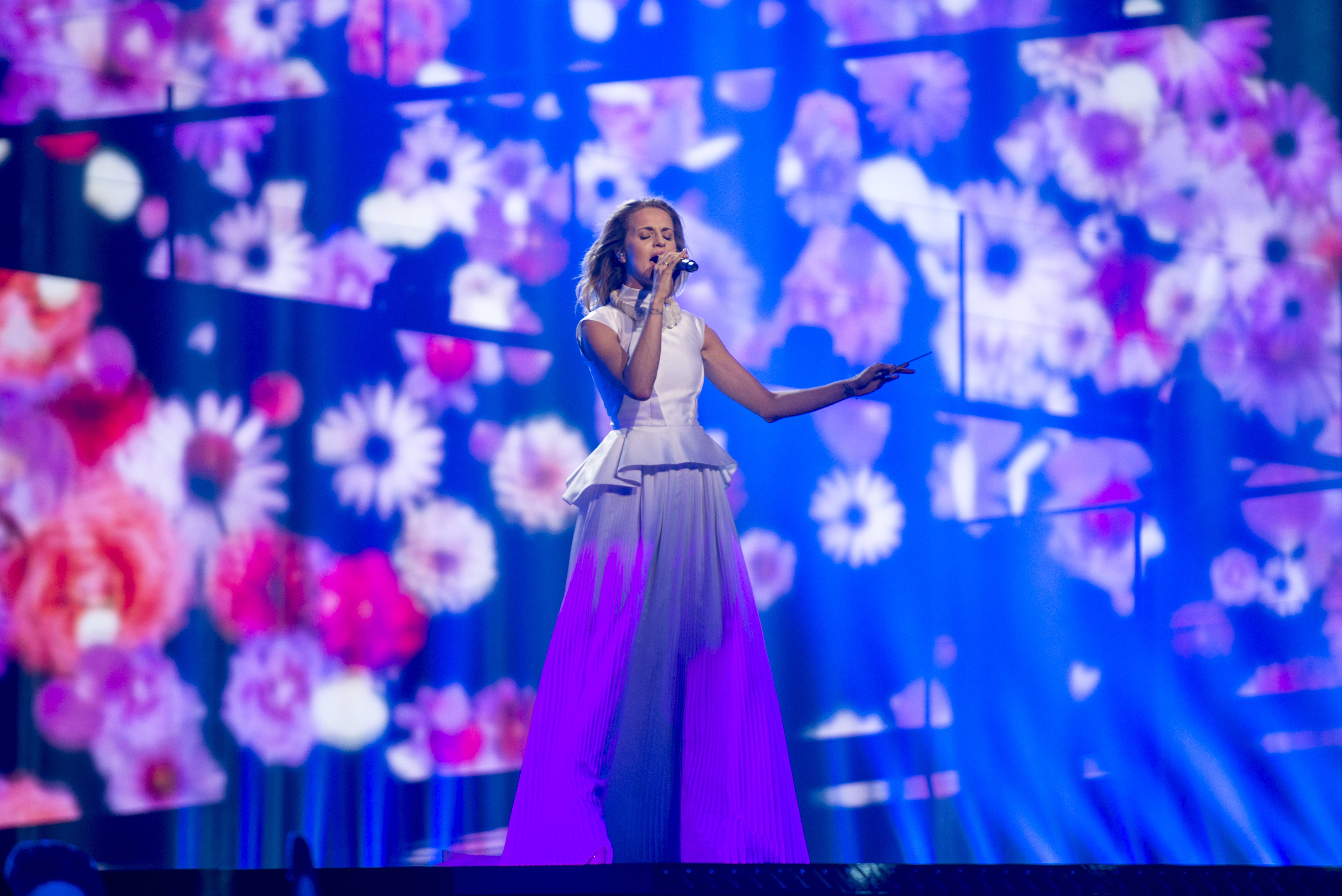
Gabriela Gunčíková 2016
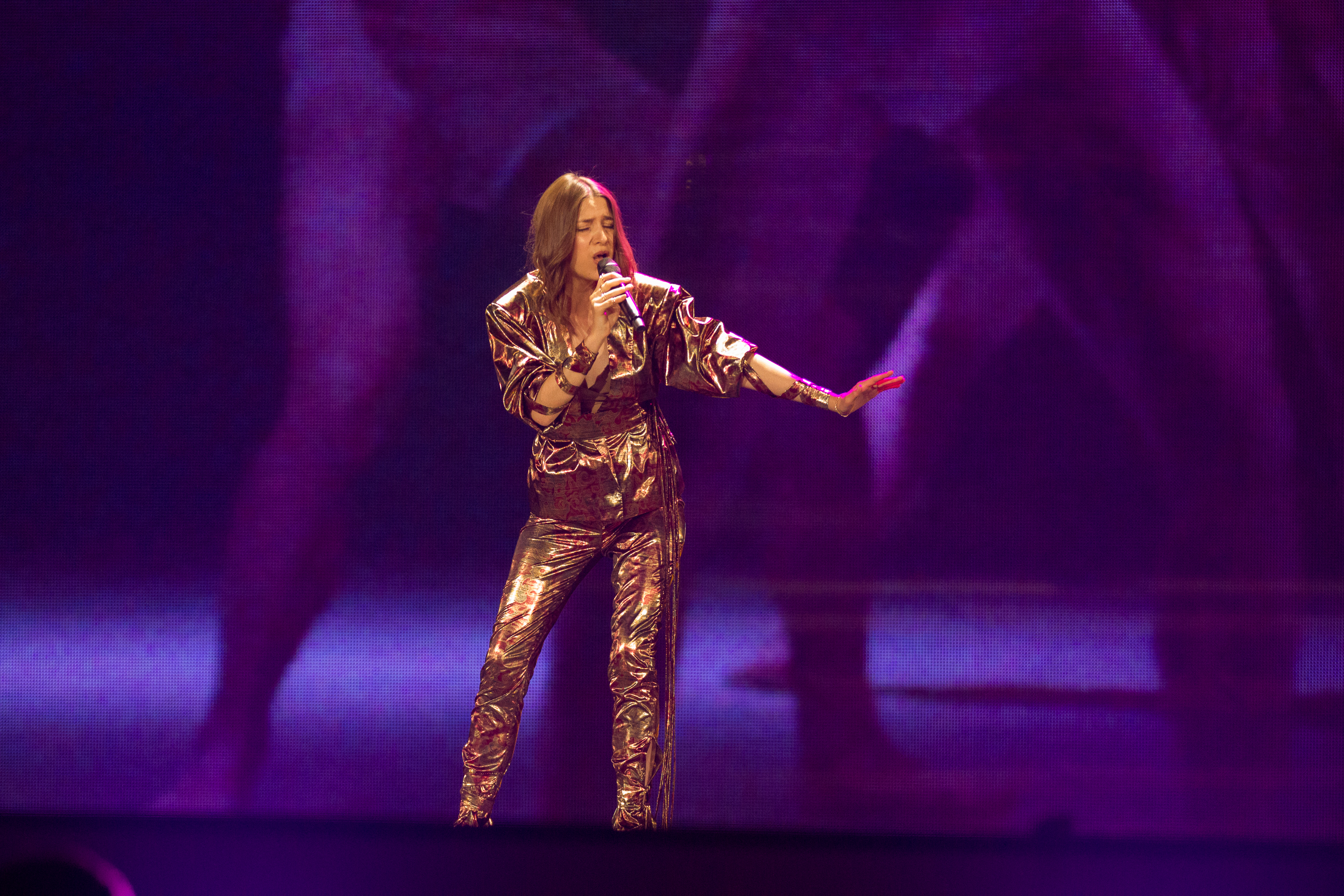
Martina Bárta 2017
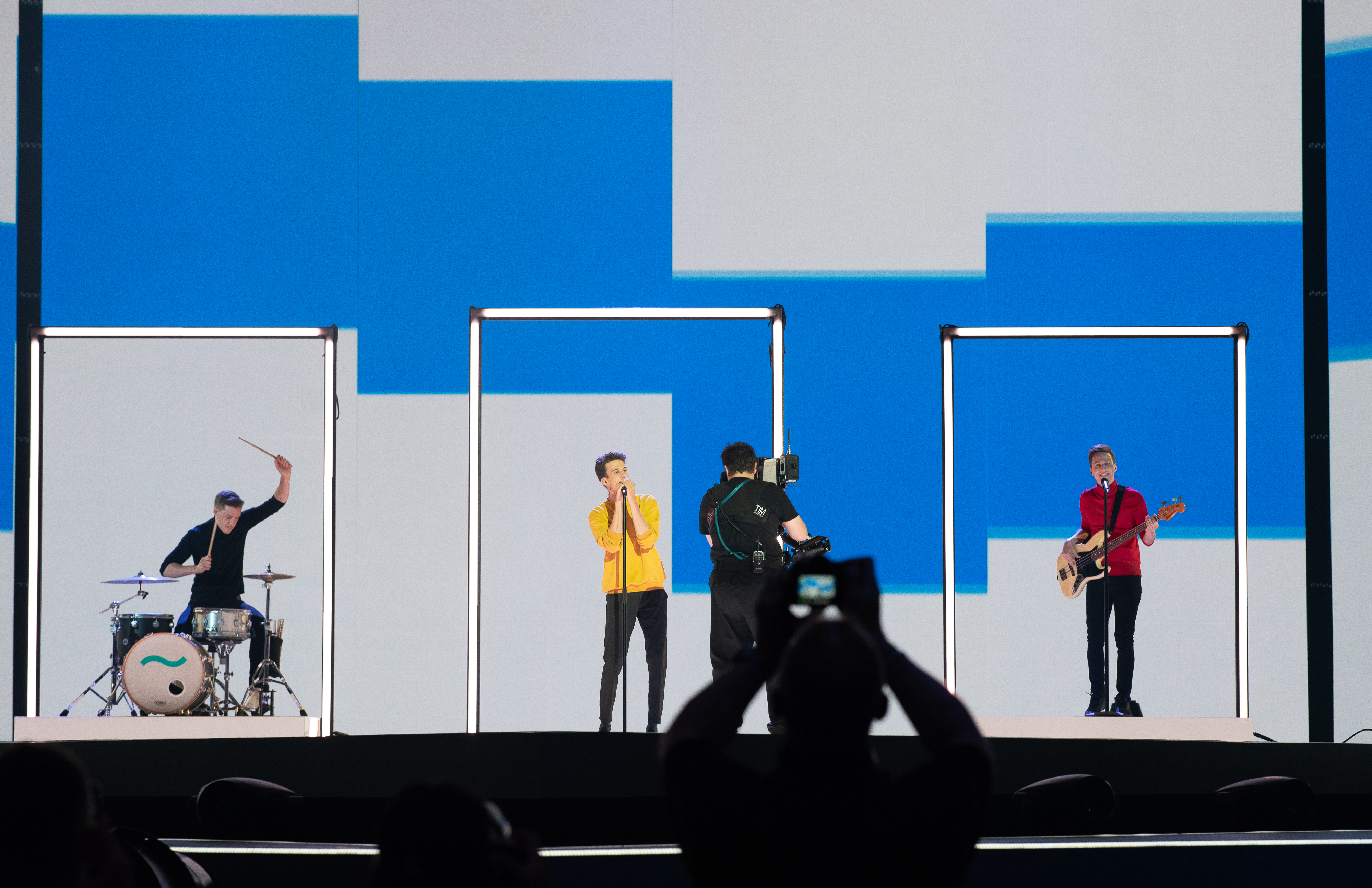
Lake Malawi 2019
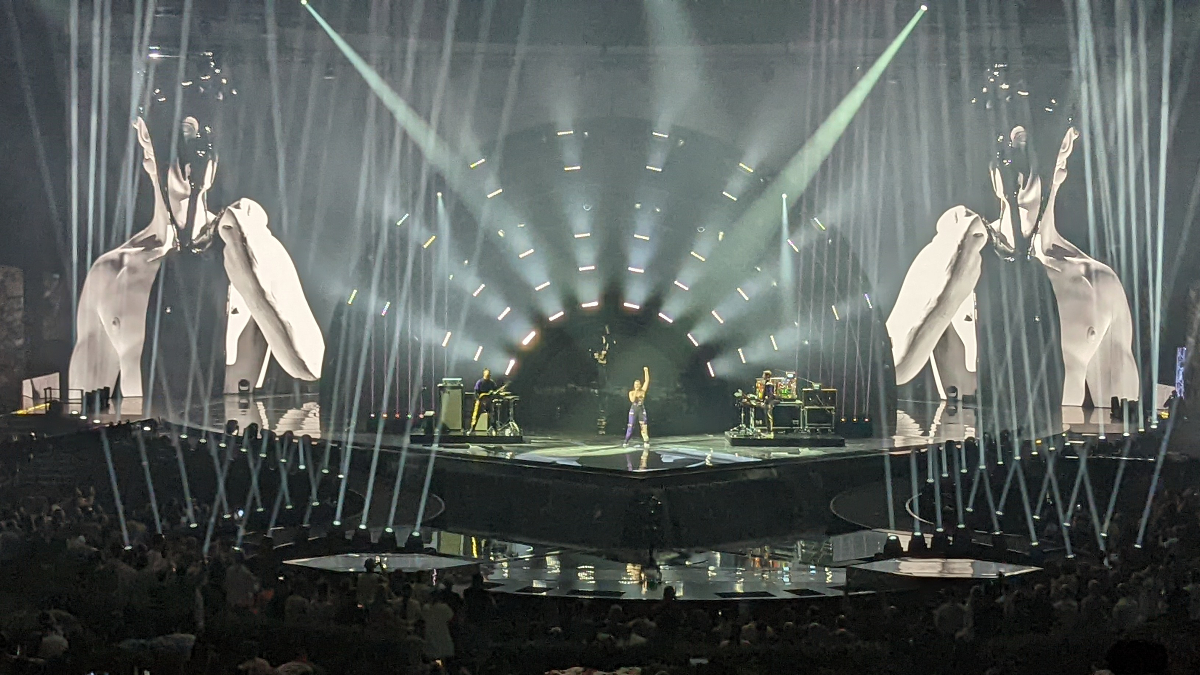
We Are Domi 2022
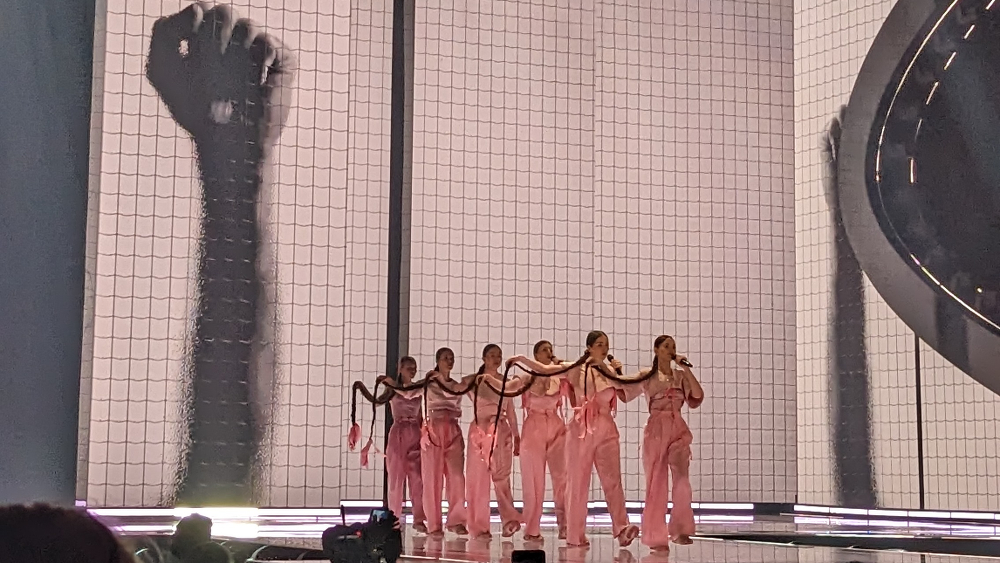
Vesna 2023
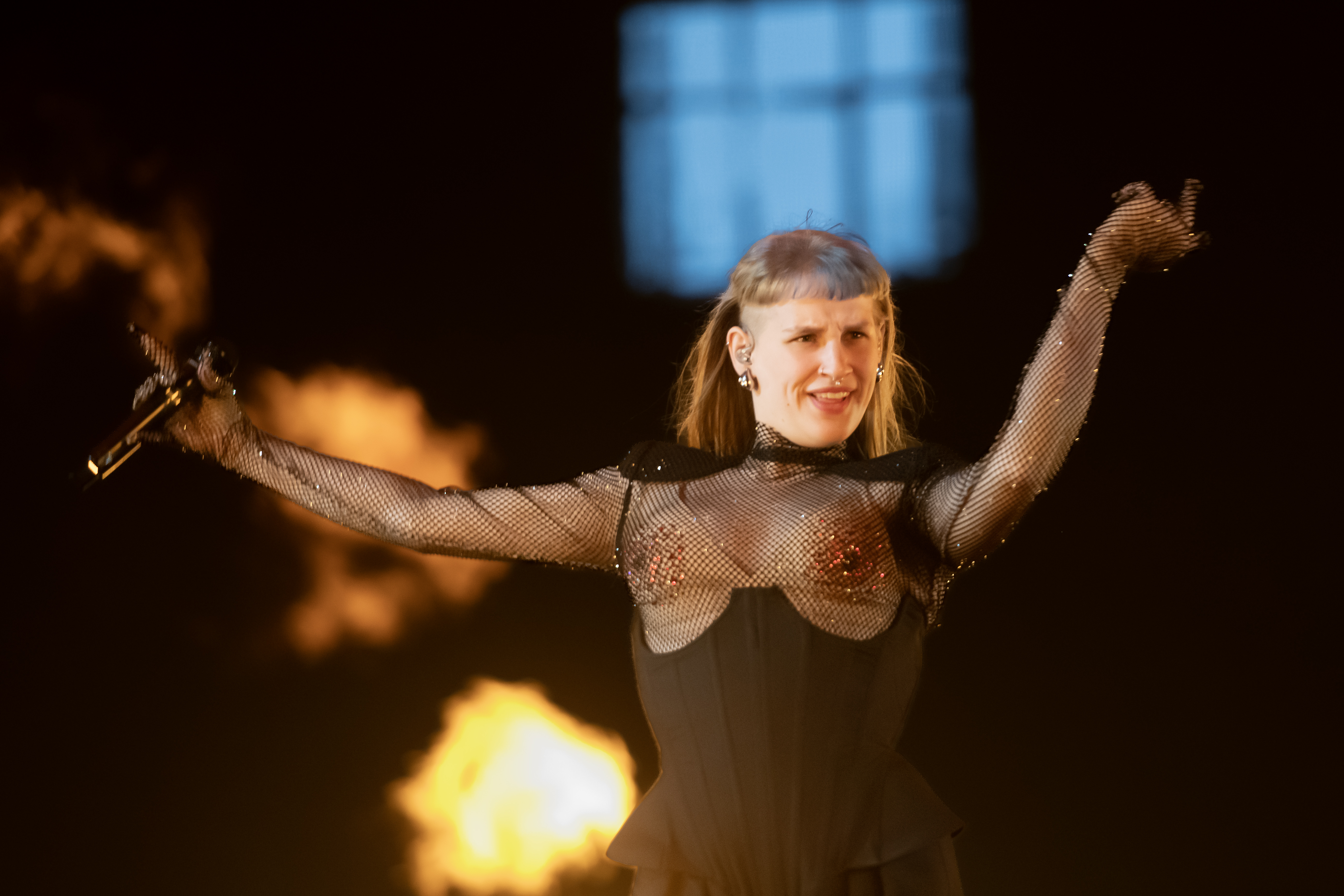
Aiko 2024
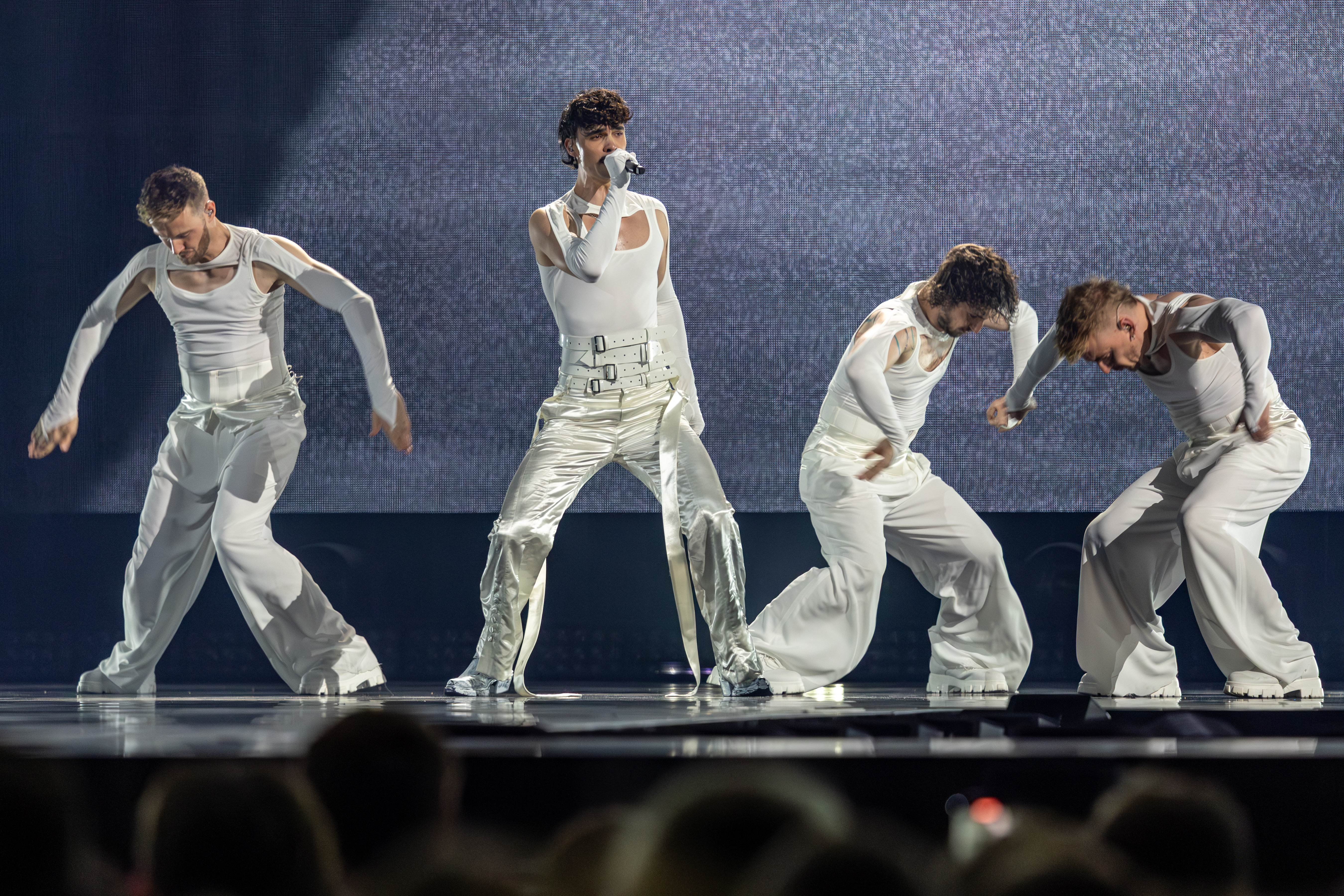
Adonxs 2025